# 肖勒姆 (密歇根州)
肖勒姆（英語：Shoreham）是位於美國密歇根州貝林縣的一個村。

## 人口
根據2020年美國人口普查的數據，肖勒姆的面積為1.52平方千米，當中陸地面積為1.52平方千米，而水域面積為0.00平方千米。當地共有人口844人，而人口密度為每平方千米555人。